# Pluralis Modestiae
Als Pluralis Modestiae (Bescheidenheitsplural, Bescheidenheitsmehrzahl) bezeichnet man die Verwendung einer Pluralform (Bsp.: „Wir haben es geschafft“  statt „Ich habe es geschafft“), um durch die Vermeidung des Wortes „Ich“ Bescheidenheit auszudrücken.
Der Pluralis Modestiae wird zum Teil mit dem sogenannten Pluralis Auctoris (‚Autorenplural‘) gleichgesetzt, bei dem der Autor eines Textes das „Ich“ vermeidet. Bescheidenheitsplural und Autorenplural stehen damit in einem Gegensatz zum Pluralis Majestatis.